# Trarza
Trarza (arabisk: ولاية الترارزة) er en region i den vestlige del af Mauretanien, med 268.220 indbyggere (2000). Den grænser mod syd til Senegal, mod nord til Inchiri og Adrar to the north og Brakna mod øst; Mod vest ligger Atlanterhavet. I regionen ligger regeringsdistriktet Nouakchott. Trarza består af 6 departementer ("moughataa"). En af de større byer er Keurmacen, med 6.408 indbyggere.
| Departementer ("moughataa") | Indbyggertal (2000) | Kommuner (hovedstaden øverst) |
| --------------------------- | ------------------- | --- |
| Boutilimit                  | 56 560              | - Boutilimit - Elb Adress, 3.427 indbyggere - Ajouir, 4.413 indbyggere - N'Teichet, 9.717 indbyggere - Nebaghiya, 8.165 indbyggere - Tenghadi, 6.176 indbyggere - El Moyesser, 2.405 indbyggere |
| Keurmacen                   | 28 977              | - Keurmacen - N'Djiago, 8.440 indbyggere - M'Balel, 14.129 indbyggere |
| Mederdra                    | 30.424              | - Mederdra - Bei Taouress, 2.744 indbyggere - Taguilalet, 2.726 indbyggere - El Khat, 5.926 indbyggere - Tiguent El Jedid, 12.170 indbyggere                                                    |
| Ouad Naga                   | 26.254              | - Ouad Naga - Aouleigatt, 8.467 indbyggere - El Ariye, 7.496 indbyggere |
| R'Kiz                       | 70.451              | - R'Kiz - Boutalhaye, 10.502 indbyggere - Lexeiba, 12.233 indbyggere - Tékane, 22.041 indbyggere - Bareina, 14.987 indbyggere                                                                   |
| Rosso                       | 55.554              | - Rosso - Jedr El Moubghuen, 6.632 indbyggere |

17°59′N 14°44′V / 17.983°N 14.733°V